# Sympholis lippiens
Sympholis lippiens är en ormart som beskrevs av Cope 1861. Sympholis lippiens är ensam i släktet Sympholis som ingår i familjen snokar. Inga underarter finns listade i Catalogue of Life.
Arten är med en längd upp till 75 cm en liten orm. Den förekommer i Mexiko och vistas i skogar samt buskskogar. Individerna klättrar delvis i växtligheten. De jagar troligen ödlor. Det är inte känt om honor lägger ägg eller om de föder levande ungar.